# 前橋市立原小学校
前橋市立原小学校（まえばししりつ はらしょうがっこう）は、群馬県前橋市富士見町原之郷にある前橋市立小学校。

## 概要
船津伝次平が近くの地区に住んでいたことなどから、江戸時代から寺子屋があり教育に対する関心がきわめて高い地域であった。

## 沿革
- 明治6年8月2日 - 原之郷小学校、横室小学校開校。
- 明治18年4月1日 - 桃川小学校・田口小学校・小出小学校・原之郷小学校・横室小学校が合併し南勢多第三小学校となる。日輪寺村に本校を設置し、横室に分校を設けた。
- 明治19年4月1日 - 横室分校が南勢多第八尋常小学校として分離開校。
- 明治20年4月1日 - 横室尋常小学校と改称。
- 明治23年4月 - 原之郷に移転。
- 明治23年5月6日 - 原之郷尋常小学校附東群馬南勢多高等小学校原之郷分教場開校。
- 明治23年7月24日 - 大字米野村に分教場設置。
- 明治23年10月13日 - 大字横室村に分教場設置。
- 明治24年9月18日 - 高等小学校が富士見第一高等小学校となる。
- 明治26年4月 - 原尋常高等小学校となり、横室分教場を横室尋常小学校として分離、時沢高等小学校分教場を分離。
- 明治34年4月12日 - 横室尋常小学校を合併。
- 昭和16年3月31日 - 富士見村原尋常高等小学校と改称。
- 昭和16年4月1日 - 富士見村原国民学校となる。
- 昭和22年4月1日 - 学制改革により富士見村立原小学校となる。
- 昭和42年10月8日 - 明治百年を記念し制定された校旗・校歌を披露。

## 学校教育目標

### 基本目標
豊かな心に、学ぶ力を持った、健康でたくましい児童の育成

### 具体目標
- 人や自然を大切にし、心豊かな原小の子
- 自ら学び、考え、高め合う原小の子
- 元気に遊び、力いっぱい取り組む原小の子